# Vesoul
Vesoul es un municipio (commune) del este de Francia, prefectura del departamento de Alto Saona, en la región de Borgoña-Franco Condado. En 2018, Vesoul tenía 14.973 habitantes mientras que su aglomeración totalizaba 28.310 habitantes. 
Establecida en la colina de La Motte, la ciudad se desarrolló en el primer milenio, bajo el nombre de Castrum Vesulium. Sede de un vizcondado y luego capital de la bailía d'Amont, Vesoul se convirtió, a lo largo de los siglos, en una ciudad fortificada, un lugar comercial, un centro judicial, una ciudad de guarnición y llegó a adquirir funciones administrativas y políticas. Después de haber pertenecido durante mucho tiempo al Imperio Germánico y luego al Imperio español, Vesoul se unió definitivamente a Francia en 1678.
Clasificada como "Ciudad Patrimonio", la ciudad alberga un distrito histórico que fue construido principalmente con piedra caliza local, lo que hace que su arquitectura sea característica. Dotada de un patrimonio natural diversificado, Vesoul se beneficia de sitios protegidos, combinando llanuras, colinas y cuerpos de agua. El pueblo cuenta con una inspección académica, establecimientos culturales así como varios institutos de educación superior.
Importante cuenca industrial, Vesoul es el centro logístico global del fabricante Stellantis. Con cámaras consulares y reconocidas áreas empresariales, la ciudad es uno de los principales centros comerciales e industriales de la región. La ciudad de Vesoul también fue inmortalizada en 1968 por la canción homónima de Jacques Brel, Vesoul.

## Geografía
Se sitúa en el eje entre el Rín y el Ródano y el Sena, junto a una antigua vía romana. En su origen fue un otero fortificado. Sus habitantes se llaman, en francés, vésuliens.

## Historia
Vesoul surge en torno a la Motte, colina de 378 m que domina el territorio en su entorno, y sobre la cual se estableció a fines del siglo X un castillo. Alrededor del castillo fue creciendo una pequeña ciudad, que en el siglo XIII se dotó de murallas. El burgo fue tomando importancia como mercado agrícola y de productos como cuero o vino (el llamado vin de la Motte). También se instalaron en la plaza cambistas, muchos de ellos judíos. La ciudad tenía su propia escuela judía y sinagoga.
En 1333, Vesoul fue nombrada capital de la bailía de Amont (la mayor de las tres grandes divisiones del Franco Condado en aquel momento), con lo que inicia su carrera como sede administrativa.
En el siglo XVI, los comerciantes, hombres de leyes y altos funcionarios se enriquecen e invierten en la ciudad. Bellas residencias se construyen en el centro. Pero en 1595 la ciudad es asaltada, siendo muy dañadas sus murallas y arrasado el castillo. La población es masacrada.
Al inicio del siglo XVII, una corriente de gran fervor religioso lleva a la construcción de cuatro conventos en diez años.
En el siglo XVII los reyes de Francia emprenden las guerras de anexión del Franco Condado. Vesoul pierde la mitad de su población, y los campos y cultivos con devastados. En 1678 el Franco Condado pasa a ser provincia francesa, y con la paz se restablecen los negocios. Se construyen nuevas mansiones, un tanto austeras. Se reconstruye la iglesia de San Jorge y el palacio de justicia; se amplía el hospital. Se instala en la ciudad un regimiento de caballería, para el que se construyen cuarteles.
Para Vesoul el siglo XVIII es una época de paz en la que se produce un crecimiento demográfico sustancial. Además de la sede de la bailía y el presidial (tribunal) instalado en 1696, también adquiere el control de aguas y bosques. Se abren las avenidas de 1770 y, tras la Revolución, la ciudad pasa a ser capital de departamento y sede episcopal del Alto Saona.
En el siglo XIX, la villa lleva una existencia provinciana y burguesa. En 1854 sufre una epidemia de cólera. La industria no tiene un crecimiento intenso, aunque hay alguna, como la imprenta Bon, establecida en 1804, y algunas otras. El tren (línea París-Mulhouse) llega a la ciudad, creándose un nuevo barrio junto a la estación, poblado fundamentalmente por emigrantes que trabajan para el ferrocarril. Pero la ciudad seguirá siendo una de funcionarios, comerciantes, viticultores y artesanos, hasta bien entrado el siglo XX.
Durante la Primera Guerra Mundial, Vesoul fue un cruce de caminos muy importante para las operaciones en el frente del este (Alsacia), así como un centro hospitalario muy importante.
En la Segunda Guerra Mundial, el 17 de junio de 1940 los alemanes ocupan Vesoul. El 17 de septiembre de ese año, los judíos locales que no quieren inscribirse en las listas obligatorias pasan a la zona no ocupada. Durante 1943, la Resistencia local estará estructurada en torno a Yves Barbier. Los alemanes abandonarán Vesoul el 10 de septiembre de 1944.
En la posguerra, comenzando en 1947, pero con mayor intensidad a partir de 1954, el ayuntamiento intenta lanzar la industria en Vesoul. Se establecen fábricas de maquinaria agrícola, de confección, y, en 1955, se establece una fábrica de automóviles Peugeot. Hasta 2015 perteneció a la región de Franco Condado. Desde ese año pertenece a la región de Borgoña-Franco Condado.

## Demografía
| 5 303 | 5 417 | 5 708 | 5 391 | 6 788 | 5 887 | 5 941 | 6 621 | 7 281 | 7 579 | 7 614 | 7 716 | 9 206 | 9 553 | 9 733 | 9 770 | 10 083 | 9 704 | 10 163 | 10 539 | 10 471 | 10 859 | 11 562 | 11 926 | 11 825 | 12 038 | 13 678 | 16 352 | 18 173 | 18 412 | 17 614 | 17 168 | 16 329 |
| Para los censos de 1962 a 1999 la población legal corresponde a la población sin duplicidades (Fuente: INSEE [Consultar]) |       |       |       |       |       |       |       |       |       |       |       |       |       |       |       |        |       |        |        |        |        |        |        |        |        |        |        |        |        |        |        |        |

| 1962   | 1968   | 1975   | 1982   | 1990   | 1999   | 2007   |
| ------ | ------ | ------ | ------ | ------ | ------ | ------ |
| 19 509 | 22 853 | 26 793 | 28 446 | 28 735 | 28 810 | 28 061 |

## Administración y política
En el referendo sobre la Constitución Europea ganó el no con un 56,50 % de los votos.
Algunos resultados electorales recientes (primeras vueltas del sistema francés):
| Extrema izquierda | Tres listas de izquierda (socialistas, comunistas y otros) | Ecologistas | Dos listas de derecha tradicional | Frente Nacional | Extrema derecha | otros |
| ----------------- | ---------------------------------------------------------- | ----------- | --------------------------------- | --------------- | --------------- | ----- |
| 4,4%              | 38,4%                                                      | 4,6%        | 36,8%                             | 13,4%           | 1,8%            | 0,3%  |

## Economía
Según el censo de 1999, la distribución de la población activa por sectores era:
| agricultura | industria | construcción | servicios |
| ----------- | --------- | ------------ | --------- |
| 0,6%        | 15,2%     | 3,9%         | 80,3%     |

La industria automotriz es uno de los principales sectores de actividad; la ciudad de Vesoul es particularmente conocida por albergar una planta de producción y logística perteneciente al grupo Stellantis (ex PSA Peugeot Citroën). Tiene una plantilla constante de más de 3.000 empleados y actúa como el centro mundial de repuestos del fabricante de automóviles. Este sitio industrial se extiende sobre un área total de 130 hectáreas para un total de 610,000 metros cuadrados de edificios. Existen 5 oficios automotrices: taller de producción de equipamiento interior, cataforesis, carrocería, logística de repuestos y envío internacional de repuestos.
La industria textil está representada por una fábrica con más de 100 empleados, establecida en Vesoul desde 1958, de la empresa de colchones "Merinos", una empresa de fabricación y distribución de ropa de cama. Con una superficie de 18.000 metros cuadrados, el establecimiento incluye talleres de producción y oficinas de diseño.
También existen una quincena de pequeñas y medianas industrias especializadas en diferentes campos como la fabricación de productos metálicos o el equipamiento de automoción.

## Sitios y monumentos

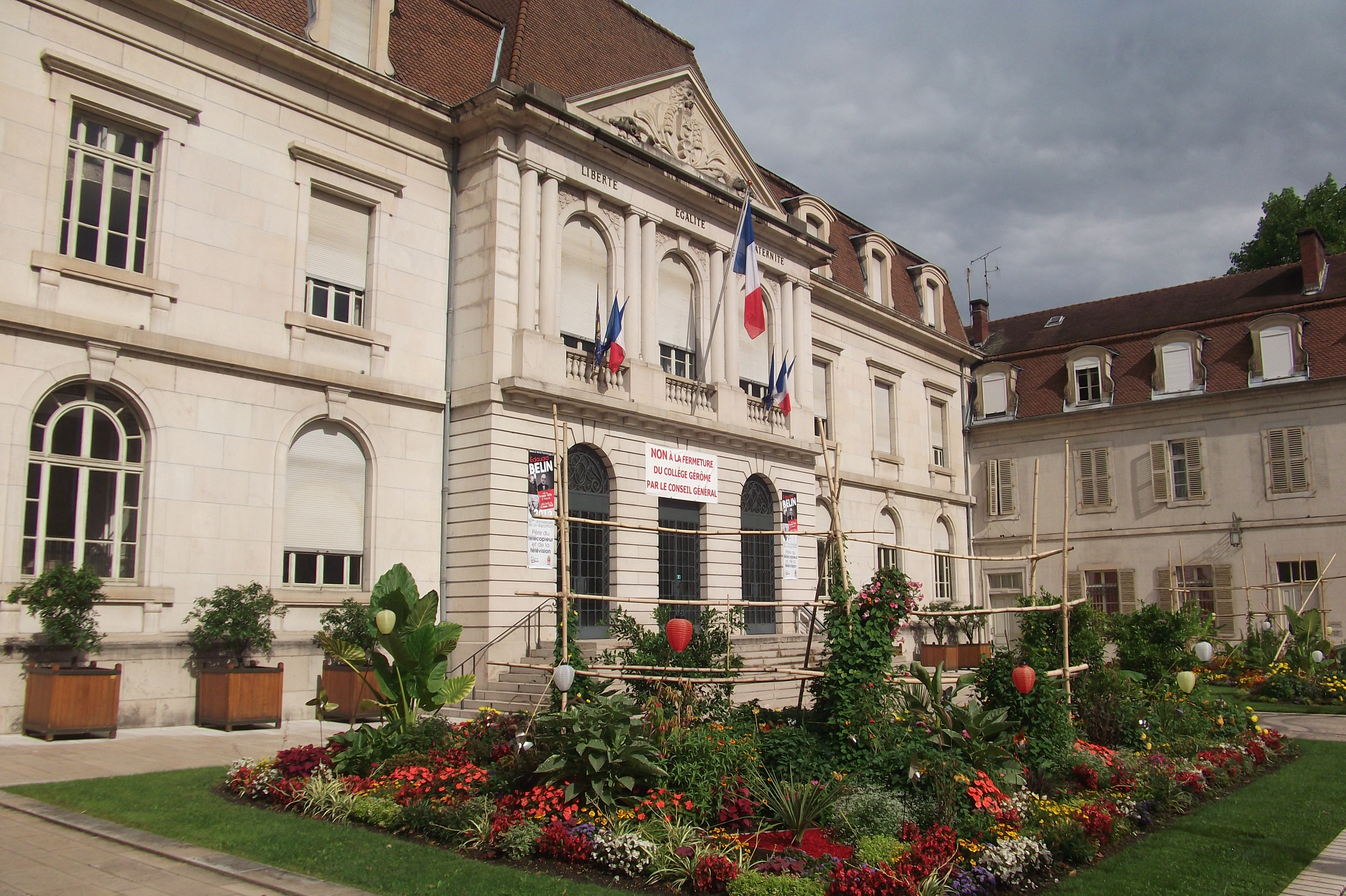
El Ayuntamiento
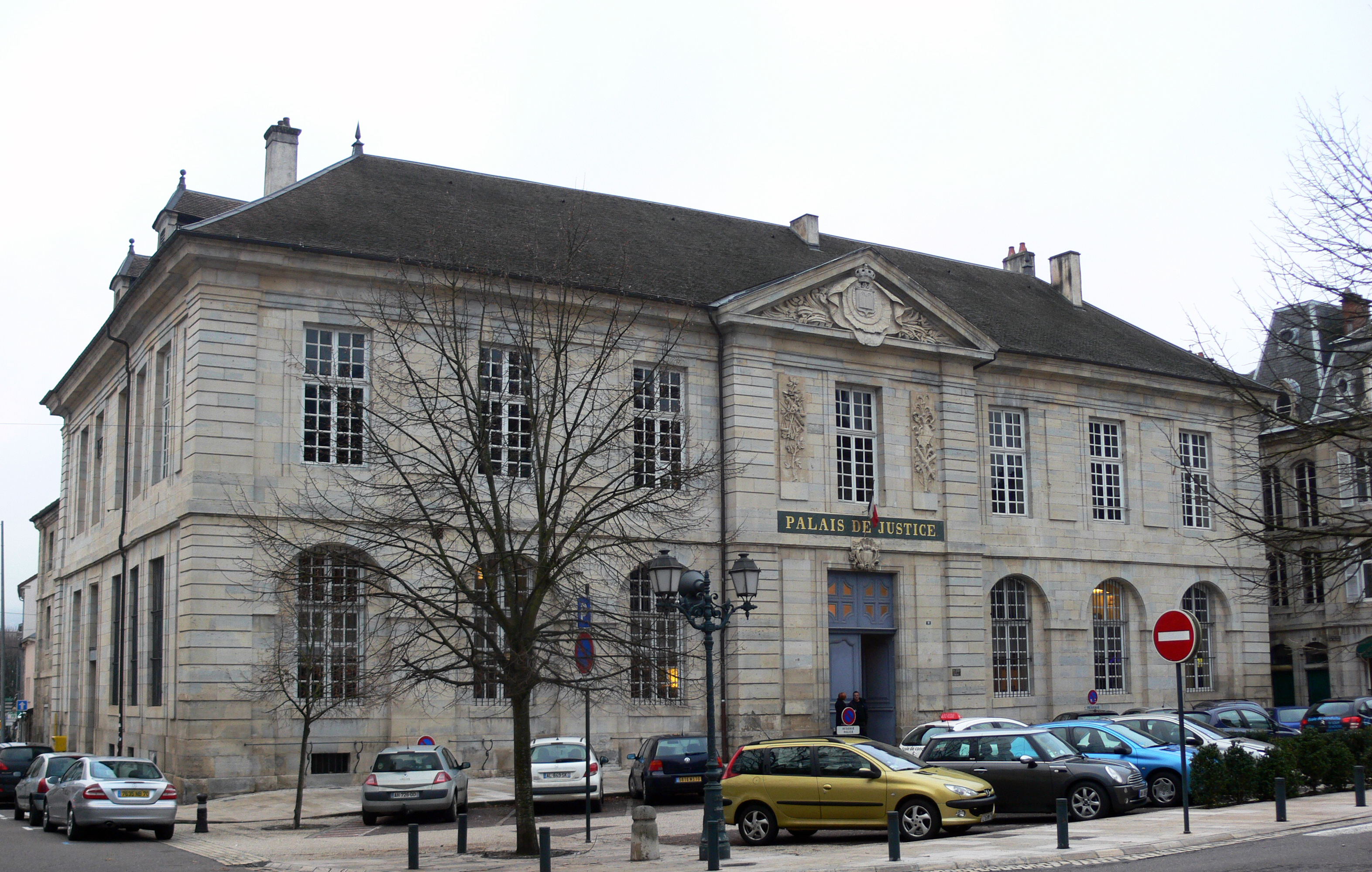
El Palacio de Justicia
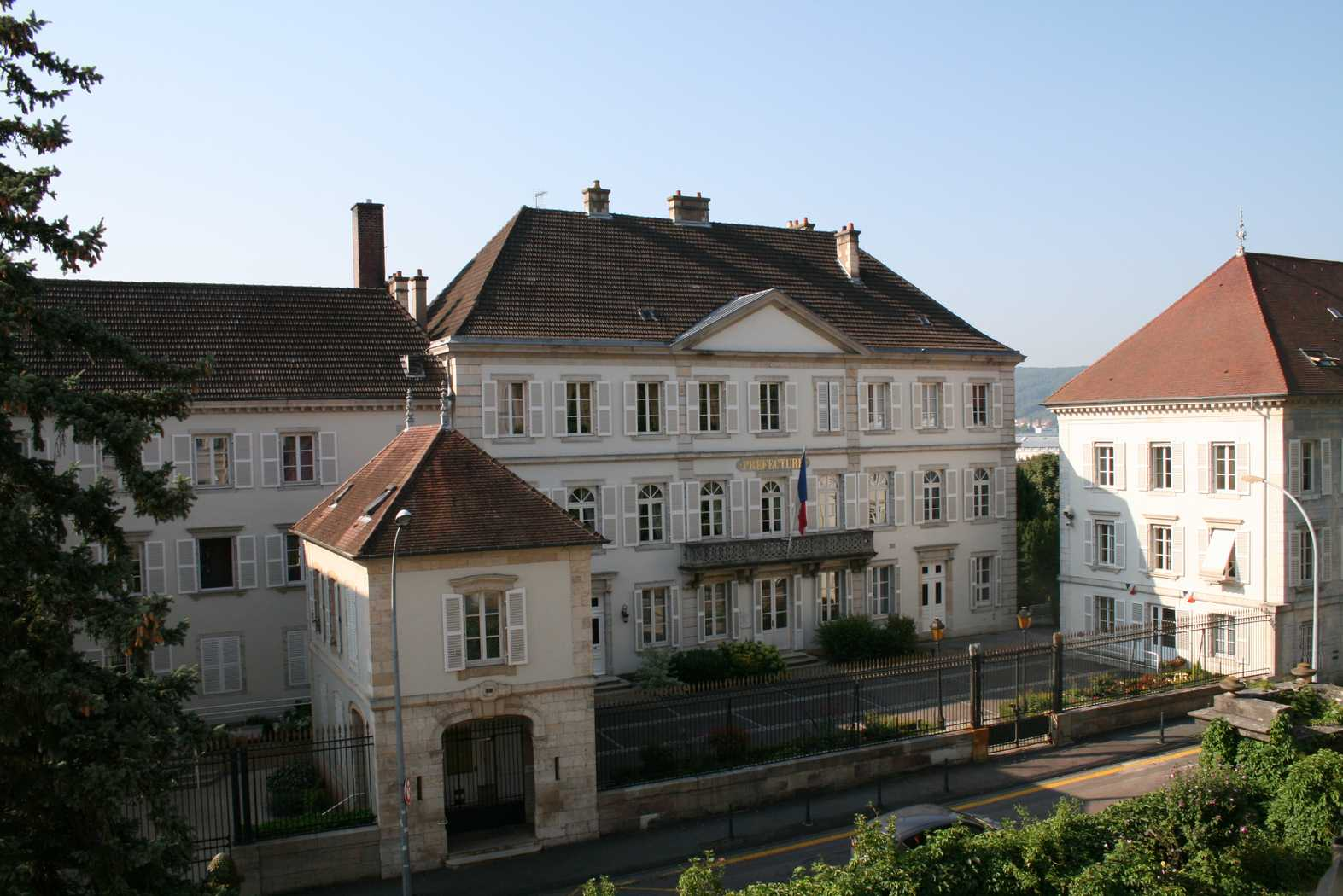
Hotel de la prefectura
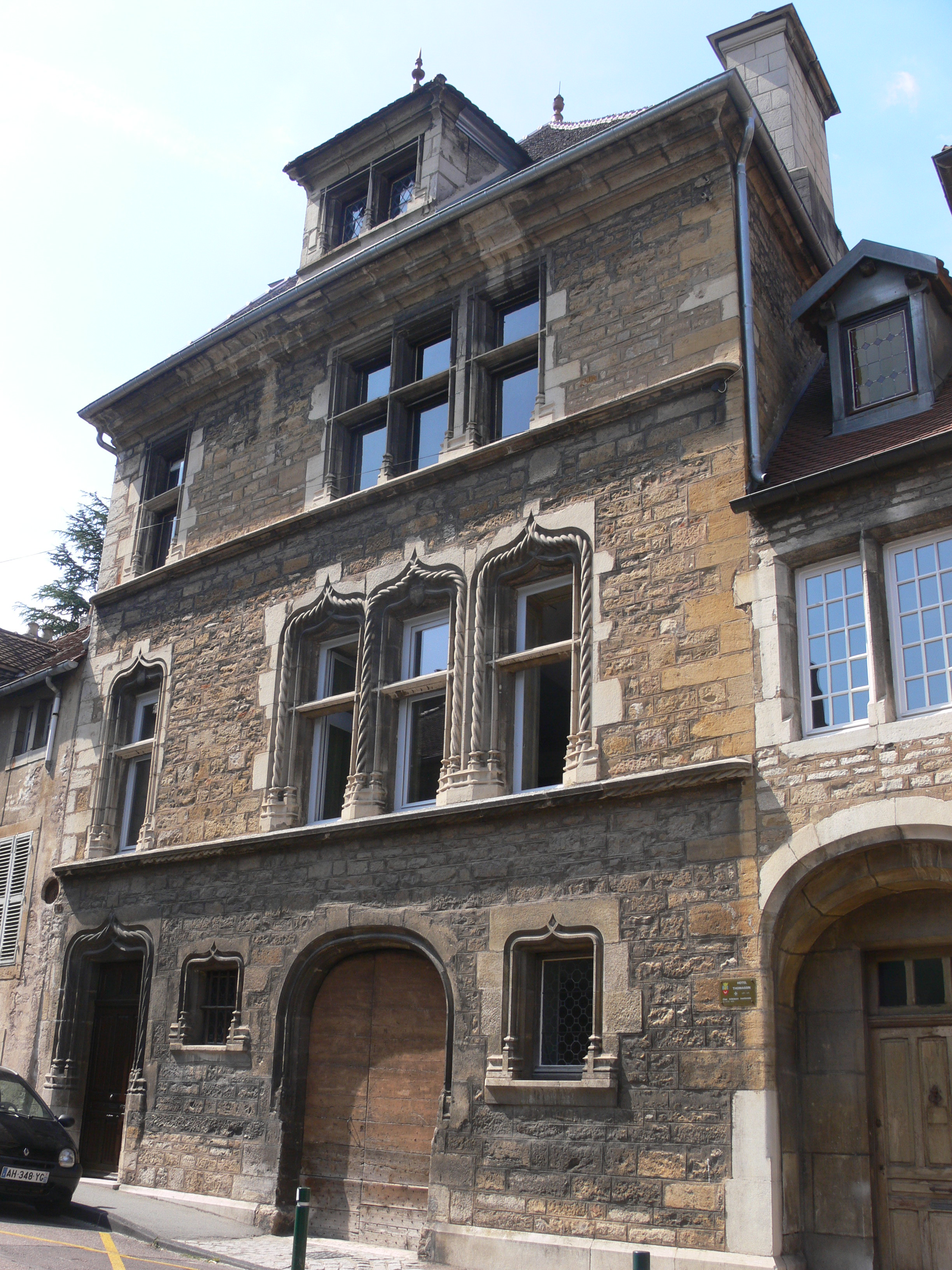
Hôtel Thomassin
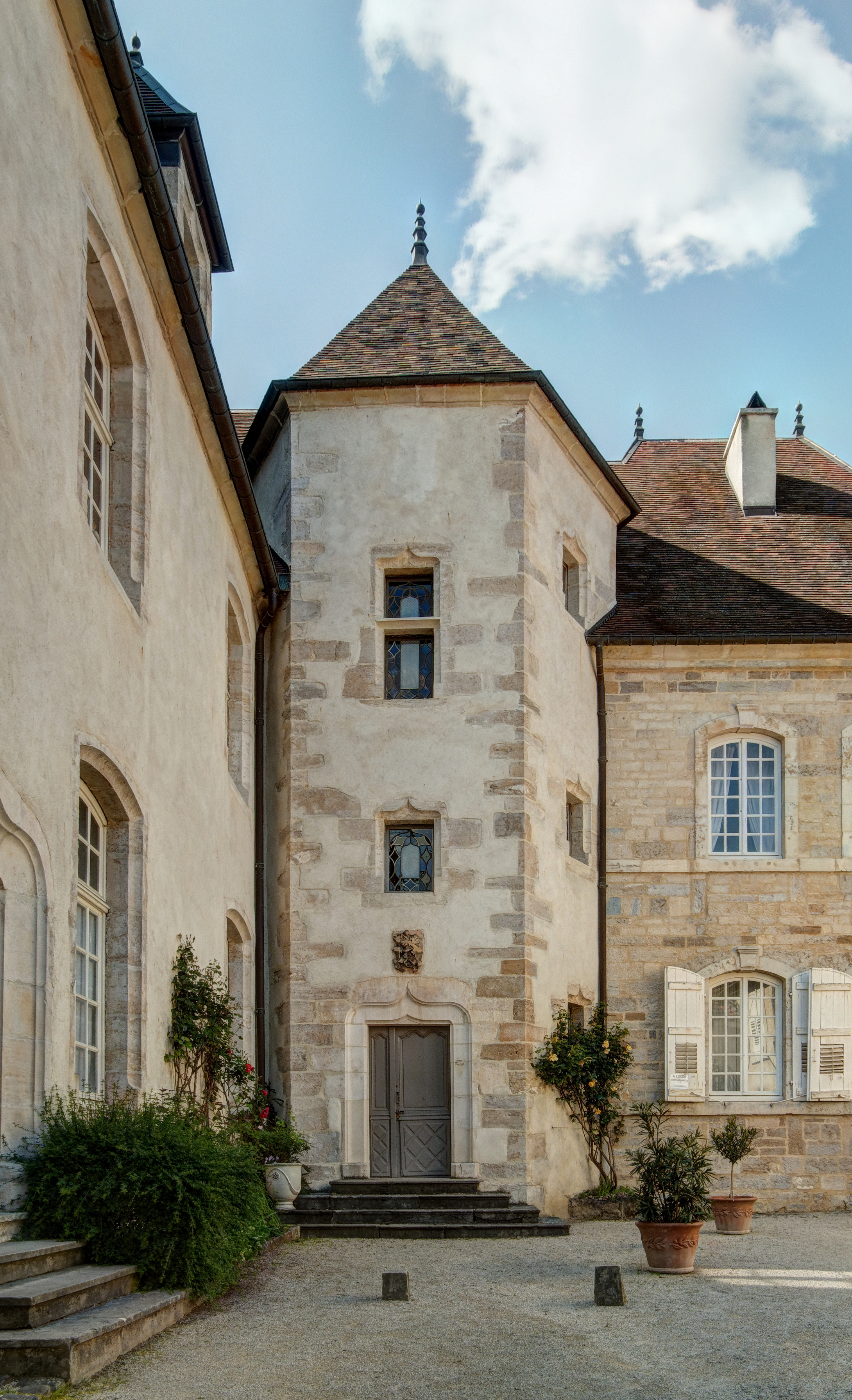
Hôtel de Magnoncourt

## Hermanamientos
- Gerlingen (Alemania)